# Rektifikation (Verfahrenstechnik)
Die Rektifikation, auch Gegenstromdestillation genannt, ist ein thermisches Trennverfahren zum Auftrennen einer homogenen Lösung aus zwei oder mehr Stoffen.

## Prinzip
Die Rektifikation ist ein thermisches Trennverfahren und stellt eine Erweiterung der Destillation oder eine Hintereinanderschaltung vieler Destillationsschritte dar. Die wesentlichen Vorteile der Rektifikation sind, dass die Anlage kontinuierlich betrieben werden kann und dass der Trenneffekt im Vergleich zur Destillation um ein Vielfaches größer ist, da der Dampf im Gegenstrom mit der Flüssigkeit mehrfach hintereinander in Kontakt steht. Die Kolonne arbeitet energetisch günstiger, technisch weniger aufwändig und platzsparender als eine Hintereinanderschaltung von Einfachdestillationen.
Die Kontaktfläche zwischen der Dampf- und Flüssigphase wird durch Einbauten (z. B. Glockenböden, Füllkörper, Packungen) bereitgestellt. Zum Aufbau siehe Rektifikationskolonne.
An jeder dieser zusätzlichen Kontaktflächen kondensiert aus dem Dampfgemisch ein Gemisch mit veränderter Konzentration entsprechend dem Phasengleichgewicht, während infolge der frei werdenden Kondensationsenthalpie sukzessiv ein Gemisch mit höherer Konzentration des leichterflüchtigen Bestandteils aus der Flüssigphase verdampft.
Wird ein Flüssigkeitsgemisch verdampft, so sind die Konzentrationen der einzelnen Stoffe im Gas und in der Flüssigphase durch die Temperatur und den Druck festgelegt. Bei ausreichend langem Kontakt stellt sich ein Gleichgewicht ein. Nur im Fall des Reinstoffes und einer azeotropen Mischung ist die Gleichgewichtszusammensetzung in der Gasphase und in der Flüssigphase gleich. In allen anderen Fällen ist die Konzentration des Leichtsieders in der Gasphase höher als in der Flüssigphase. Wenn sich – als Modellvorstellung – das Gleichgewicht auf einem Kolonnenboden einstellen kann, so spricht man von einem theoretischen Boden bzw. einer theoretischen Stufe; eine Kolonne aus solchen Stufen ist eine ideale Kolonne.
| Glockenboden | Siebboden                                                                            | Ventilboden |
| --- | ------------------------------------------------------------------------------------ | --- |
| |                                                                                      | |
| |                                                                                      | |
| 1. Glockenhals 2. Überlauf, um die Schichthöhe auf dem Boden zu begrenzen (Überläufe sind manchmal höhenverstellbar) 3. Glockenverdeckelung mit Verschraubungen | 1. Schlichter Siebboden, vergleichbar mit denen aus der Wirbelschichttechnik (glatt) | 1. Ventilkappen 2. Überlauf, um die Schichthöhe auf dem Boden zu begrenzen (Überläufe sind manchmal höhenverstellbar) |

## Beispiel einer idealen Kolonne
Beispielhaft sollen die Verhältnisse in einer idealen Kolonne mit zwei Böden, die in idealem Gleichgewicht stehen, betrachtet werden. Die zu trennenden Stoffe, ein Leichtsieder A und ein Schwersieder B, sollen gleiche Verdampfungsenthalpie haben. Im Sumpf sorgt ein Verdampfer für eine vollständige Verdampfung. Im Kopf findet eine Totalkondensation statt. Hieraus folgt: Zu- und abgeführte Stoffströme sind nicht zu berücksichtigen. Der Gasstrom nach oben und der Flüssigkeitsstrom nach unten sind immer gleich groß, die Kolonne wird mit sog. „unendlichem Rücklauf“ und zwei sog. theoretischen Böden betrieben.
Auf dem ersten Boden treffen sich der Gasstrom aus dem Verdampfer und der Flüssigkeitsstrom aus dem zweiten Boden. Der Gasstrom kondensiert teilweise, wobei ein größerer Anteil des Kondensates auf den Schwersieder entfällt und ein kleinerer auf den Leichtsieder, sodass sich im verbleibenden Gasstrom der Anteil des Leichtsieders erhöht, während der des Schwersieders abnimmt. Die dabei freigesetzte Kondensationsenthalpie trägt ihrerseits dazu bei, dass auf diesem ersten Boden vorzugsweise der Leichtsieder in die Gasphase übergeht und somit eine Anreicherung des Leichtsieders im Gasstrom stattfindet. Dieses Gleichgewicht an Schwersieder und Leichtsieder im Gasstrom steigt weiter zum zweiten Boden auf und unterliegt erneut in derselben Weise dem Abreicherungsprozess des Schwersieders im Gasstrom bzw. der Anreicherung des Leichtsieders, sodass eine weitere Trennung des Schwersieders vom Leichtsieder erfolgt. Die Trennleistung dieses Prinzips erhöht sich in dem Maße, je weiter die Siedepunkte der betreffenden Komponenten auseinanderliegen und je mehr theoretische Böden eine solche Kolonne aufweist.
Dies lässt sich auch anhand eines sogenannten Rektifikationsdiagramms veranschaulichen, in dem die beiden Komponenten als Funktion ihres neuen Massengleichgewichts bei den jeweiligen theoretischen Böden dargestellt werden.

## Reale Kolonnen
Die Beschreibung in theoretischen Stufen geht von einer vorrangig thermodynamischen Limitierung einer Kolonne mit Böden aus. Näher an der physikalischen Wirklichkeit ist die Beschreibung einer Kolonne als stoffübergangslimitiert.
Wird von einer thermodynamischen Limitierung ausgegangen, so wird in Bodenkolonnen ein Bodenwirkungsgrad von max. 0,7 erreicht, da der Gleichgewichtszustand nicht erreicht wird.
Für Kolonnen mit Packungen besitzt die Vorstellung von Gleichgewichtsstufen gar kein reales Äquivalent mehr. Hier kann nur noch die Anzahl der theoretischen Stufen pro Meter angegeben werden.
Eine Destillationskolonne im Labor mit einer strukturierten Gewebepackung aus Kohlenstoff erreicht bis zu 50 theoretische (Mixer-Settler)-Stufen pro Meter. Eine Schlitzbodendestillationskolonne kommt hingegen nur auf 0,7 bis 2 theoretische Stufen pro Meter.
Eine detaillierte Modellierung und Messung des Stoffübergangs ist schwierig. Die Trennleistung einer Kolonne wird von den Herstellern daher meist in theoretischen Stufen für eine bestimmte Mischung und bei unendlichem Rücklauf angegeben.
Für die Auslegung von Kolonnen mit Packungen werden stofftransportlimitierte HTU-NTU Rechnungen (HTU: height of transfer unit, NTU: number of transfer units) verwendet. Die HTU muss dabei jedoch experimentell bestimmt werden.
Die Auslegungsgleichungen für Kolonnen sind so gut, dass auch große Kolonnen rein auf der Basis von Laborwerten gebaut werden.

## Trennung azeotroper Mischungen
Wie auch bei der Destillation können unter normalen Bedingungen azeotrope Gemische nur bis zum azeotropen Punkt getrennt werden. Ist es erforderlich, ein azeotropes Gemisch über diesen Punkt hinaus zu trennen, muss der azeotrope Punkt verschoben werden. Er darf nicht im Konzentrations- und Temperaturbereich der Anlage liegen. Eine Verschiebung erfolgt zum Beispiel durch Betriebsdruckänderung oder durch Zugabe eines Hilfsstoffes.

## Betriebsweise von Kolonnen
Es wird zwischen einer kontinuierlichen und einer diskontinuierlichen (englisch batch) Betriebsweise unterschieden.
- Bei der kontinuierlichen Betriebsweise erfolgt ein ständiger Zulauf (engl. feed) an zu trennendem Gemisch und eine ständige Entnahme des Kopf- bzw. Sumpfproduktes. Die Zusammensetzung (an Kopf, Sumpf, Boden) bleibt dabei gleich, die Kolonne befindet sich in einem quasistationären Gleichgewichtszustand.
- Bei der diskontinuierlichen Betriebsweise wird eine bestimmte Menge an Gemisch vorgelegt und die Rektifikationskolonne angefahren, bis sich auf allen (theoretischen) Böden ein Gleichgewicht eingestellt hat. Dies geschieht bei unendlichem Rücklauf. Dann wird das gewünschte Kopf- oder Sumpfprodukt entnommen. Die Zusammensetzung ändert sich durch die Entnahme, es gibt Gleichgewichtsverschiebung. Wenn das Produkt nicht mehr den Anforderungen genügt, wird die Charge abgebrochen und eine neue Charge gestartet.

## Spezielle Verfahren
Um Mehrstoffgemische zu trennen, die einen azeotropen Punkt oder eine niedrige relative Flüchtigkeit aufweisen, benötigt man spezielle Verfahren.
- Das Zweidruckverfahren (auch Druckwechseldestillation genannt) nutzt die Druckabhängigkeit des Azeotrops. Es wird beispielsweise zur Trennung von THF und Wasser oder Ethanol und Wasser angewendet.
- Bei der Extraktivrektifikation (Distex-Verfahren) wird die Lage des Azeotrops durch die Zugabe eines Hilfsstoffes beeinflusst. Bspw. kann durch Zugabe von Anilin ein Gemisch aus Benzol und Cyclohexan getrennt werden.
- Bei der Azeotroprektifikation wird ein Hilfsstoff verwendet, der bei engsiedenden Gemischen ein neues Azeotrop mit einem der Stoffe bildet und bei azeotropen Gemischen als Azeotropwandler wirkt.

## Auswerteverfahren

### Das McCabe-Thiele-Verfahren
Die Grundlage für das McCabe-Thiele-Verfahren bildet das Gleichgewichtsdiagramm der zugrundeliegenden Stoffmischung. Da in der Praxis im Allgemeinen bei konstantem Druck rektifiziert wird, ist das isobare Gleichgewichtsdiagramm die Grundlage des McCabe-Thiele-Verfahrens. Es entsteht durch Auftragung der Stoffmengenanteile einer Komponente (meist leichter siedend) in der Flüssigphase zu den entsprechenden Stoffmengenanteilen derselben Komponente in der Gasphase.

### Das Ponchon-Savarit-Verfahren
Im Gegensatz zum McCabe-Thiele-Verfahren werden die Energiebilanzen beim Ponchon-Savarit-Verfahren nicht vernachlässigt. Die graphische Auswertung erfolgt im Enthalpie-Zusammensetzungs-Diagramm (H(x,y)).

## Industrielle Anwendungen
Die mehrstufige Destillation in Kolonnen ist ein häufig verwendetes und gut beherrschtes Verfahren der thermischen Stofftrennung in der chemischen Industrie. Andere Verfahren werden verwendet, wenn die Stoffeigenschaften eine mehrstufige Destillation nicht zulassen.
Die Erdölraffination nutzt die mehrstufige Destillation in Kolonnen. Erdöl wird zudem in der Kolonne mit Wasserdampf gestrippt und gleichzeitig chemisch verändert.

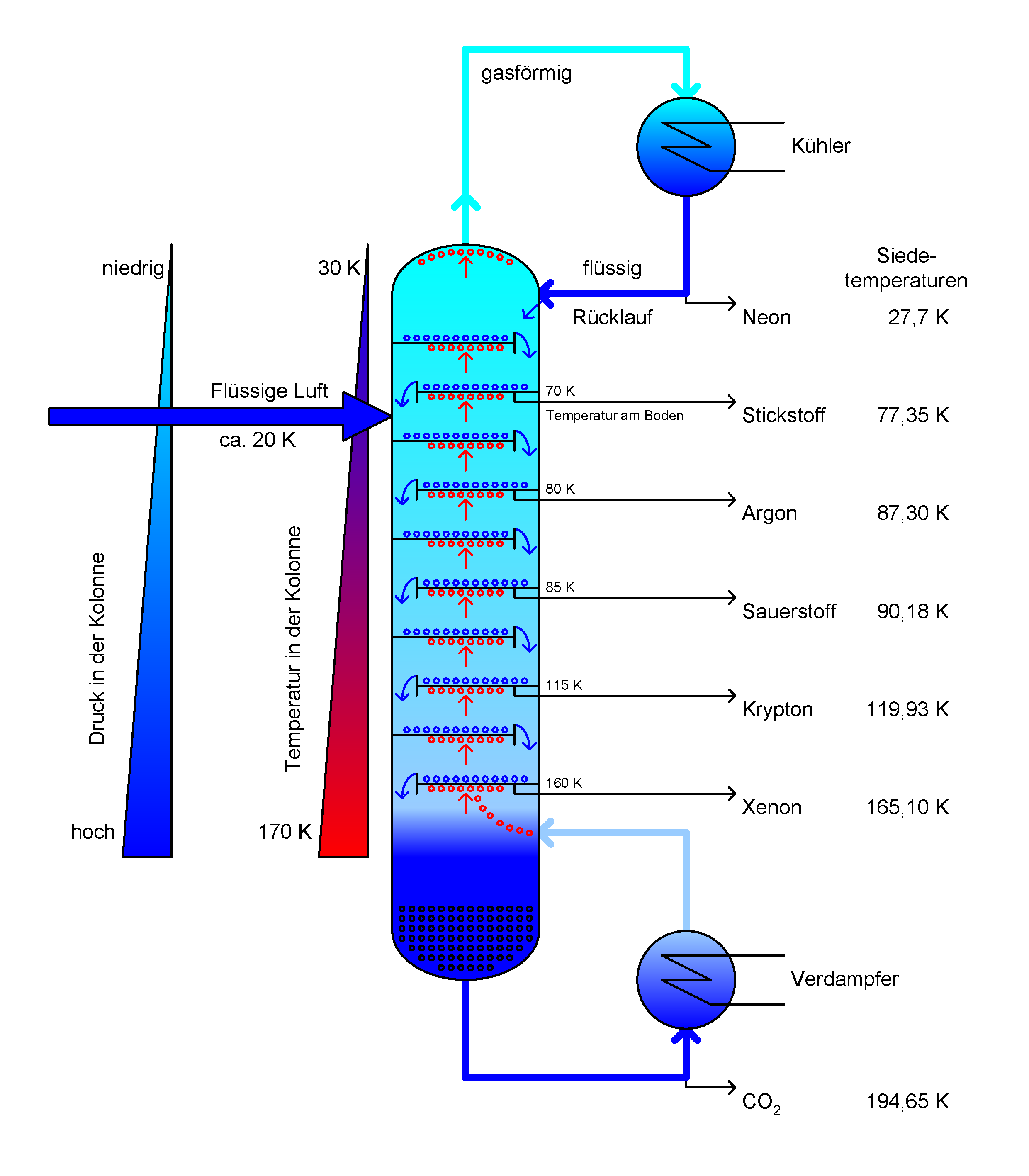
Prinzip der Luftzerlegung mit Hilfe einer Rektifikationskolonne

In sog. Luftzerlegern wird nach dem Linde-Verfahren die verflüssigte Luft durch Rektifizieren in ihre Bestandteile getrennt. Dabei werden Stickstoff, Sauerstoff und Argon aus der Luft gewonnen. In sehr großen Anlagen wird zusätzlich ein Helium/Neon-Gemisch gewonnen, das in einem zweiten Schritt in reines Neon und Helium aufgeteilt wird. Andere Bestandteile der Luft, die nur in sehr geringen Mengen in der Luft vorkommen, werden im Allgemeinen nicht hergestellt, da es andere, günstigere Verfahren zu deren Gewinnung gibt. Alternativ zur Luftzerlegung werden besonders für kleinere Anlagen teilweise auch Adsorptionsprozesse eingesetzt.

## Anwendung im Labor

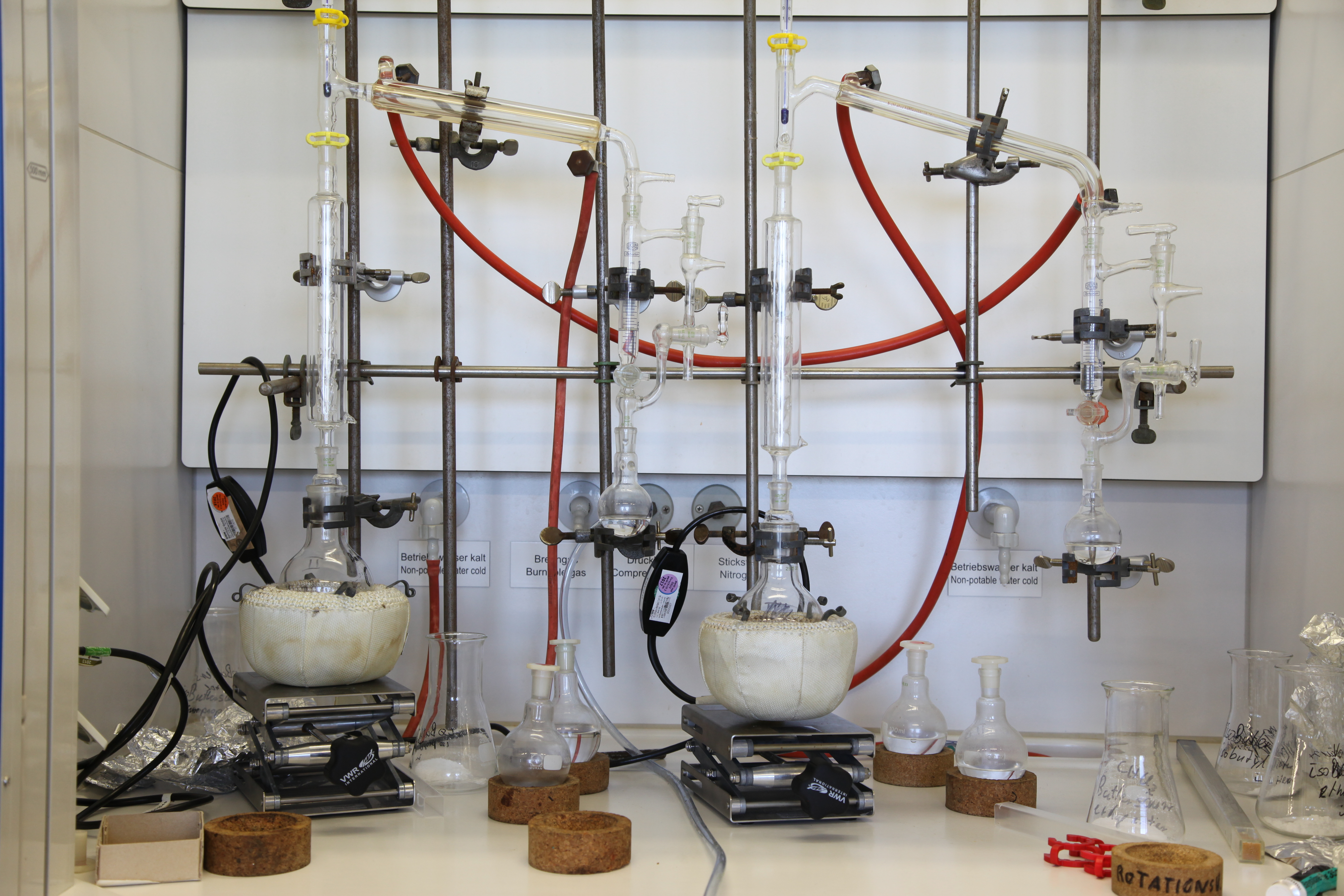
Laborapparaturen zur Rektifikation mit Vigreux-Kolonnen

Bei Synthesen von Substanzen und Isolierung bzw. Reinigung von Naturstoffen im Labor müssen Mischungen von Flüssigkeiten mit kleinen Siedepunktdifferenzen durch Rektifikation getrennt werden. Je nach Größe der Siededifferenz werden unterschiedliche Trennkolonnen verwendet. Eine häufig verwendete Rektifikationskolonne ist die Vigreux-Kolonne.